# Actinochaeta columbiae
Actinochaeta columbiae là một loài ruồi trong họ Tachinidae.